# Dekanat żoliborski
Dekanat żoliborski – jeden z 25 dekanatów rzymskokatolickich archidiecezji warszawskiej wchodzącej w skład metropolii warszawskiej. W skład dekanatu wchodzi 7 parafii: 
- Parafia Matki Bożej Królowej Polski w Warszawie – na Marymoncie
- Parafia św. Jozafata w Warszawie – na Powązkach
- Parafia Świętych Rafała i Alberta w Warszawie – na Rudzie
- Parafia św. Jana Kantego w Warszawie – na Sadach Żoliborskich
- Parafia Zesłania Ducha Świętego w Warszawie – na Słodowcu
- Parafia Dzieciątka Jezus w Warszawie – na Żoliborzu
- Parafia św. Stanisława Kostki w Warszawie – na Żoliborzu